# Venusberg (Drebach)
Pour les articles homonymes, voir Venusberg.
Venusberg est un faubourg de la commune de Drebach avec laquelle elle a fusionné le 1er janvier 2010. Elle compte 2 334 habitants.